# Arthur J. Moore
Arthur James Moore (ur. 26 grudnia 1888 w Argyle, zm. 30 czerwca 1974) – amerykański duchowny metodystyczny, biskup Południowego Episkopalnego Kościoła Metodystycznego w Stanach Zjednoczonych, misjonarz, w latach 1934–1939 superintendent  naczelny Kościoła Metodystycznego w Polsce.

## Życiorys
Arthur J. Moore był synem Emmy Victorii Cason i Johna Spencera Moore. W 1906 roku poślubił Martę McDonald, z którą miał pięcioro dzieci. W roku 1909 został metodystą. Starał się o przyjęcie do Konferencji Południowej Georgii. W roku 1910 uczęszczał do Emory College w Oksfordzie. W roku 1912 otrzymał święcenia diakonatu, a w 1914 starszego. Wkrótce został ewangelistą metodystów. W latach 1920–1926 był proboszczem kościoła metodystów Travis Park w San Antonio w Teksasie, a następnie w latach 1926–1930 w First Church w Birmingham w Alabamie.
W 1930 roku na Konferencji Generalnej w Dallas w Teksasie został wybrany biskupem i przydzielony do obszaru wybrzeża Pacyfiku. W 1937 prowadził krucjatę w celu zbierania funduszy na przyszłe akcje charytatywne. Po konferencji z 1939 roku jednoczącej trzy gałęzie metodyzmu w Kościół Metodystyczny, Moore został przydzielony do Atlanta Area, gdzie od roku 1940 przewodniczył Radzie Misji.
W ramach Południowego Episkopalnego Kościoła Metodystycznego pełnił służbę misjonarską w Chinach, Japonii, Czechosłowacji, Belgii, Kongu Belgijskim, Polsce oraz w Korei do roku 1940. W latach 1934–1939 był superintendentem naczelnym Kościoła Metodystycznego w Polsce.
Po utworzeniu w czerwcu 1966 roku The Arthur J. Moore Methodist Museum w St. Simons Island, muzeum prezentującego historię metodyzmu, został jego patronem.